# Operation Schwarze Krabbe
Operation Schwarze Krabbe  (Originaltitel Svart krabba, internationaler englischsprachiger Titel Black Crab) ist ein Action-Thriller von Adam Berg, der am 18. März 2022 weltweit in das Programm von Netflix aufgenommen wurde. Der Film basiert auf dem Roman Eis von Jerker Virdborg.

## Handlung
In einer postapokalyptischen Welt (Dystopie) herrscht Krieg. Die Soldatin Caroline Edh wird zusammen mit den Soldaten Malik, Karimi und Granvik von Oberst Raad für eine Sondermission namens „Schwarze Krabbe“ ausgewählt: Sie sollen unter der Führung von Hauptmann Forsberg und Leutnant Nylund zwei Kapseln mit geheimem Inhalt in eine Forschungsstation bringen. Der Feind droht ihr Land zu überrennen und der Inhalt der Kapseln soll dem Krieg die entscheidende Wendung geben. Die Forschungsstation liegt etwa 185 km vom Festland entfernt und muss auf Schlittschuhen über ein zugefrorenes Archipel erreicht werden, da es hinter den feindlichen Linien liegt und das Eis für Fahrzeuge zu dünn ist. Edh erkennt, dass es sich um ein Selbstmordkommando handelt, woraufhin Raad ihr verspricht, dass sie ihre Tochter Vanja nach dem erfolgreichen Abschluss der Mission in der Forschungsstation wiedersehen werde – immer wieder zeigen kurze Rückblenden, wie Edh mit Vanja den Ausbruch des Kriegs erlebt, dabei von ihr getrennt wird und sie seither nicht mehr gesehen hat.
Als das Team sich vorbereitet, wird ihre Station vom Feind angegriffen, so dass sie überhastet aufbrechen müssen. Im Dunkeln können die sechs Soldaten auf ihren Schlittschuhen über das Eis entkommen. Plötzlich bricht Forsberg, die in ihrem Rucksack die beiden Kapseln mitführt, ins Eis ein. Geistesgegenwärtig wirft Edh ihre Ausrüstung ab und springt ins eiskalte Wasser, schneidet Forsberg den Rucksack ab und schafft es zurück zum Eisloch, während Forsberg ertrinkt. Auf einer Insel finden sie ein verlassenes Haus, wo sie sich aufwärmen. Als Karimi im Freien mit dem Funkgerät hantiert, taucht ein feindlicher Hubschrauber auf, so dass sie flüchten müssen. Karimi gerät dabei unter Verdacht, sie an den Feind verraten zu haben. Nylund entscheidet, dass er nicht sofort getötet wird, sondern sie ohne seine Waffen begleiten muss.
Auf dem weiteren Weg übers Eis stoßen sie auf ein Haus auf einer Insel, in dem ein älteres Paar lebt, das sich der vorangegangenen Evakuierung entzogen hat. Beim gemeinsamen Abendessen kommt es zu einer Schießerei, bei dem die Alten sowie Karimi getötet werden und Malik angeschossen wird. Es stellt sich heraus, dass Karimi doch kein Verräter war. Nach einer weiteren Etappe auf dem Eis rasten sie in einem eingefrorenen Schiffswrack, wo der stark blutende Malik keine Hoffnung mehr hat und sich erschießt. Daraufhin öffnet Granvik eine der Kapseln, deren Inhalt ein Fläschchen mit offensichtlich biotoxischem Inhalt ist. Getrieben von der Aussicht auf ein Wiedersehen mit ihrer Tochter besteht Edh darauf, die Kapseln wie befohlen in der Forschungsstation abzuliefern, trotz des Widerstands von Nylund und Granvik, die befürchten, dass der Kampfstoff eine Unzahl von Menschen das Leben kosten würde. Edh macht sich mit den Kapseln alleine wieder auf den Weg. Als sie ins Eis einzubrechen droht, wird sie von ihren Kameraden gerettet. Dabei werden sie vom Ufer aus von einem Maschinengewehrschützen angegriffen, doch Granvik kann ihn ausschalten. Nachdem sie in dessen Kampfstand übernachtet haben, wacht Edh anderntags auf und stellt fest, dass Nylund sich mit den Kapseln davongemacht hat. Sie und Granvik werden von einem feindlichen Trupp angegriffen, können jedoch alle Gegner ausschalten, wobei Granvik getötet und Edh verwundet wird.
Edh verfolgt Nylund auf dem Eis, der den Rand der Eisfläche erreichen und die Kapseln im offenen Meer versenken will. Sie schießt ihn an, nimmt ihm die Kapseln ab und erreicht mit letzter Kraft die Forschungsstation. Sie erwacht dort in der Krankenstation und wurde inzwischen medizinisch versorgt, ebenso wie Nylund. Beide erhalten von der Admiralin Nordh eine Beförderung und Orden. Als Nordh Edh eröffnet, dass das versprochene Wiedersehen mit ihrer Tochter eine Lüge war, um sie zu motivieren, die Kapseln unter allen Umständen ans Ziel zu bringen, ist Edh wütend. Sie gesteht Nylund ihren Fehler ein, die Kapseln nicht vernichtet zu haben, als sie Gelegenheit dazu hatten. Beide dringen in das Labor der Station ein, nehmen die beiden Fläschchen mit dem Biokampfstoff an sich, aktivieren den Evakuierungsalarm und mischen sich unter die Stationsbesatzung, um zum Flugdeck zu gelangen. Hier wird Edh von Nordhs Soldaten gestellt. Sie hat inzwischen die Fläschchen mit Klebeband an einer Handgranate befestigt, stürzt sich vom Flugdeck und stirbt bei der Explosion der Granate, wobei der Kampfstoff zerstört wird. Nylund, der auf Edhs Wunsch in einen Evakuierungshubschrauber gestiegen ist, blickt ihr beim Davonfliegen wehmütig nach.

## Produktion

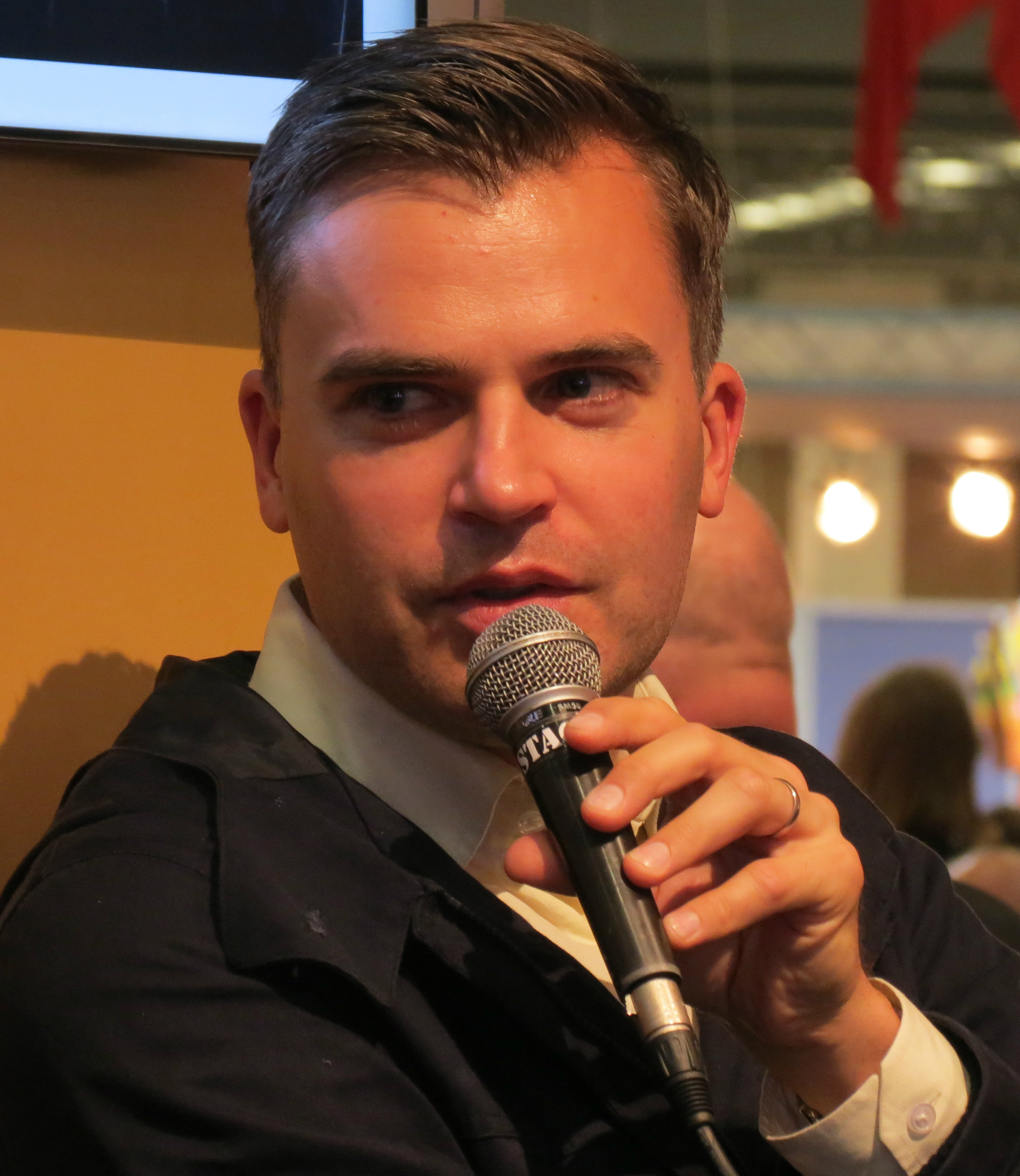
Der Film basiert auf einem Roman von Jerker Virdborg

Der Film basiert auf dem Roman Eis (Originaltitel Svart krabba) von Jerker Virdborg aus dem Jahr 2002.
Regie führte Adam Berg, der gemeinsam mit Pelle Rådström auch Virdborgs Roman für den Film adaptierte.
Die Musik für den Film steuerte Dead People bei. Das Soundtrack-Album mit insgesamt 15 Musikstücken wurde zum Start bei Netflix von Maisie Music Publishing als Download veröffentlicht.
Die Premiere des Films erfolgte Anfang Februar 2022 beim Göteborg International Film Festival. Am 18. März 2022 wurde der Film weltweit in das Programm von Netflix aufgenommen.

## Rezeption

### Kritiken
Insgesamt stieß der Film bei den Kritikern auf geteiltes Echo.
Regisseur und Co-Autor hätten aus der Romanvorlage „einen fesselnden Thriller geschaffen“, schreibt Matthias Halbig für das Redaktionsnetzwerk Deutschland. Zwar sei die Story „nicht durchweg plausibel“, die Ausführung des Films mit seiner „Antikriegsmessage“ dennoch gelungen.
Als spannenden Actionfilm, den man aber „zum größten Teil vergessen“ könne, rezensiert Charles Bramesco im Guardian Operation Schwarze Krabbe. Weil der Film darauf verzichte, die Hintergründe des dargestellten Krieges zu erklären, sei der Zuschauer am Ende „zu sehr damit beschäftigt, darüber nachzudenken, wozu das alles gut sein soll.“ Der Film sei „eine pazifistische Parabel, die sich mutig gegen nichts stellt.“
In den Allzeit-Charts befindet sich Schwarze Krabbe mit insgesamt 94,1 Millionen Abrufstunden auf Platz 3 unter den nicht-englischsprachigen Filmen im Programm von Netflix.

### Auszeichnungen
Guldbagge 2023
- Auszeichnung für die Beste Kamera (Jonas Alarik)
- Auszeichnung für die Besten visuellen Effekte (Simon Sandrin)
- Auszeichnung für das Beste Szenenbild (Linda Janson)[9]

## Synchronisation
Die deutsche Synchronisation entstand nach einem Dialogbuch und der Dialogregie von Robert Kotulla im Auftrag vom CSC-Studio, Hamburg.
| Darsteller      | Synchronsprecher     | Rolle        |
| --------------- | -------------------- | ------------ |
| Noomi Rapace    | Sandra Schwittau     | Caroline Edh |
| Erik Enge       | Flemming Stein       | Granvik      |
| Ardalan Esmaili | Matthias Deutelmoser | Karimi       |
| Dar Salim       | Nicolas König        | Malik        |
| Jakob Oftebro   | Jesse Grimm          | Nylund       |
| David Dencik    | Volker Hanisch       | Raad         |

## Buchvorlage
- Jerker Virdborg: Svart krabba. Norstedt Förlag, 2002. ISBN 9789170010163
- Jerker Virdborg: Eis. Aus dem Schwedischen übersetzt von Susan Bindermann und Pär Hakeman, Reclam Leipzig, 2005. ISBN 978-3-379-00812-9